# Münsterdorf
Münsterdorf est une commune allemande du Schleswig-Holstein, située dans l'arrondissement de Steinburg (Kreis Steinburg), à trois kilomètres au sud-est du centre-ville d'Itzehoe. Münsterdorf est l'une des onze communes de l'Amt Breitenburg dont le siège est à Breitenburg.